# Charles Rosen
Charles Rosen, född 5 maj 1927 i New York City, New York, död 9 december 2012 i New York City, New York, var en amerikansk pianist, musikolog och författare.

## Biografi
I sin ungdom studerade Rosen piano för Moriz Rosenthal. Rosenthal, som var född 1862, hade studerat för Franz Liszt och sina minnen från 1800-talets klassiska musik delgav han sina elever och de förekommer flitigt i Rosens böcker.
Rosen sade i en intervju i juninumret 2007 av BBC Music Magazine att pianisten Józef Hofmann som han lyssnade till varje år från tre års ålder hade haft större inflytande på honom än Rosenthal. Vid sju års ålder spelade han för Leopold Godowsky och då denne frågade honom vad han skulle bli då han blev stor svarade han: ”Jag vill bli pianist som Józef Hofmann”. Rosen nämnde också Arturo Toscaninis stora betydelse.
Efter sin utbildning inledde Rosen en lysande karriär som konsertpianist. Han framträdde vid ett stort antal pianoaftnar och som solist med orkestrar över stora delar av världen. På begäran av flera 1900-talstonsättare spelade han in deras verk på skiva, bland annat musik av Stravinskij, Elliott Carter, och Pierre Boulez. Han spelade också in musik av tidigare tonsättare som Debussys Études, Schumanns verk för pianosolo, Beethovens senare sonater och Diabelli-variationer, samt Bachs Kunst der Fuge.
Rosen är också författare till många uppmärksammade böcker om musik. Han mest kända verk The Classical Style analyserar karaktären och utvecklingen av den klassicistiska epokens musik såsom den utvecklades av Haydn, Mozart och Beethoven. Sonata Forms är ett slags uppföljare till den förra som analyserar sonatformen, den viktigaste musikaliska formen under den klassicistiska perioden. The Romantic Generation omfattar analys av verk av tonsättare från den tidiga romantiska epoken såsom Chopin, Liszt, Schumann, och Mendelssohn.
Även om Charels Rosen omnämns i New Grove Dictionary of Music and Musicians som elev till musikologen Oliver Strunk, studerade han aldrig formellt musikvetenskap och avlade ingen examen.
Den mångkunnige Rosen har också publicerat verk inom andra områden av humaniora: Romanticism and Realism: The Mythology of Nineteenth-Century Art och Romantic Poets, Critics, and Other Madmen.
Rosen har emellanåt varit anställd som universitetslärare. Han har doktorerat i fransk litteratur vid Princeton University och har undervisat vid Harvard University, Stony Brook University, University of Chicago, University of Oxford och Royal Northern College of Music.  Han är regelbundet medarbetare i The New York Review of Books.